# RFC5
RFC5 (англ. Replication factor C subunit 5) – білок, який кодується однойменним геном, розташованим у людей на короткому плечі 12-ї хромосоми. Довжина поліпептидного ланцюга білка становить 340 амінокислот, а молекулярна маса — 38 497.
| 10         |  | 20         |  | 30         |  | 40         |  | 50         |
| ---------- |  | ---------- |  | ---------- |  | ---------- |  | ---------- |
| METSALKQQE |  | QPAATKIRNL |  | PWVEKYRPQT |  | LNDLISHQDI |  | LSTIQKFINE |
| DRLPHLLLYG |  | PPGTGKTSTI |  | LACAKQLYKD |  | KEFGSMVLEL |  | NASDDRGIDI |
| IRGPILSFAS |  | TRTIFKKGFK |  | LVILDEADAM |  | TQDAQNALRR |  | VIEKFTENTR |
| FCLICNYLSK |  | IIPALQSRCT |  | RFRFGPLTPE |  | LMVPRLEHVV |  | EEEKVDISED |
| GMKALVTLSS |  | GDMRRALNIL |  | QSTNMAFGKV |  | TEETVYTCTG |  | HPLKSDIANI |
| LDWMLNQDFT |  | TAYRNITELK |  | TLKGLALHDI |  | LTEIHLFVHR |  | VDFPSSVRIH |
| LLTKMADIEY |  | RLSVGTNEKI |  | QLSSLIAAFQ |  | VTRDLIVAEA |  |            |

A: Аланін

C: Цистеїн

D: Аспарагінова кислота

E: Глутамінова кислота

F: Фенілаланін

G: Гліцин

H: Гістидин

I: Ізолейцин

K: Лізин

L: Лейцин

M: Метіонін

N: Аспарагін

P: Пролін

Q: Глутамін

R: Аргінін

S: Серин

T: Треонін

V: Валін

W: Триптофан

Задіяний у таких біологічних процесах, як реплікація ДНК, ацетилювання, альтернативний сплайсинг. 
Білок має сайт для зв'язування з АТФ, нуклеотидами. 
Локалізований у ядрі.